# 庄原町
庄原町（しょうばらまち）は、広島県比婆郡にあった町。現在の庄原市の一部にあたる。

## 地理
西城川の中流域に位置していた。

## 歴史
- 1889年（明治22年）4月1日、町村制の施行により、三上郡庄原村、川手村、宮内村、永末村が合併して村制施行し、庄原村が発足[1][2]。旧村名を継承した庄原、川手、宮内、永末の4大字を編成[2]。
- 1898年（明治31年）10月1日、郡の統合により比婆郡に所属[1][2]。郡役所を大字庄原の西紅屋に設置、1926年（大正15年）廃止となり庁舎は町役場に転用[2]。
  - 同年10月、町制施行し庄原町となる[1][2]。
- 1911年（明治44年）電話開通、家畜市場開設[2]。
- 1914年（大正3年）村内に電灯普及開始[2]。
- 1919年（大正8年）蚕種製造所庄原支所開設[2]。以後、1922年（大正11年）庄原蚕業試験場、1944年（昭和19年）県立蚕業指導所、1946年（昭和21年）蚕業試験場と変遷[2]。
  - 同年、西本病院が開業したが経営難で閉鎖[2]。1925年（大正14年）医療組合設立し西本病院の施設を継承して庄原病院を開業[2]。1942年（昭和17年）日本赤十字社に譲渡され日赤庄原療院（現庄原赤十字病院）となる[2]。
- 1954年（昭和29年）3月31日、比婆郡高村、本田村、敷信村、山内東村、山内西村、山内北村と合併し、市制施行し庄原市を新設して廃止された[1][2]。

### 地名の由来
中世に永江荘に含まれ、現在市街地の南部一帯は原野であったとみられ、荘園との関係で庄原となったものか。

## 産業
- 農業、畜産、養蚕[2]

## 交通

### 鉄道
- 1924年（大正12年）三神線（現芸備線）塩町～庄原間開通し備後庄原駅開設[2]。

### 県道
- 広島鳥取線[2]
- 庄原三成線[2]
- 庄原帝釈峡線[2]
- 庄原福山線[2]
- 庄原三良坂線[2]

### 乗合馬車
- 1915年（大正4年）庄原～三次間に乗合馬車運行[2]。

## 教育
- 1890年（明治23年）柳原学校、川手学校を庄原尋常小学校に合併[2]。
- 1947年（昭和22年）庄原中学校開校[2]。